# Circunscrições eclesiásticas católicas da Albânia
A Igreja Católica na Albânia é composta por duas províncias eclesiásticas, 3 dioceses sufragâneas, e uma Administração Apostólica.

Dioceses da Albânia

## Lista de dioceses

### Conferência Episcopal da Albânia

#### Província Eclesiástica de Shkodër-Pult
- Arquidiocese de Shkodër-Pult
  - Diocese de Lezhë
  - Diocese de Sapë

#### Província Eclesiástica de Tirana-Durrës
- Arquidiocese de Tirana-Durrës
  - Diocese de Rrëshen
  - Administração Apostólica da Albânia Meridional

### Sé Titular
- Sé Episcopal Titular de Phoenice